# Бахман, Александр Эммануилович
Александр Эммануилович Бахман (9 января 1946, Омская область, РСФСР — 15 февраля 2017, Мангейм, Баден-Вюртемберг, Германия) — советский и российский тренер по греко-римской борьбе, основатель школы классической борьбы на Сахалине, заслуженный тренер России.

## Биография
Начал заниматься борьбой в 10-летнем возрасте в Омске. После школы поступил в ГПТУ на слесаря механосборочных работ и там же продолжил тренировки. В 16 лет стал призёром СССР среди юношей в Запорожье. В 1963 г. вместе с тренером переехал в Новосибирск. По окончании техникума физической культуры и спорта был распределен на Сахалин.
В 1974 г. стал первым тренером-преподавателем созданной впервые в Южно-Сахалинске секции по греко-римской борьбе. Уже в первые годы им были подготовлены мастера спорта СССР. Подготовил свыше более 30 мастеров спорта. В их числе В. Глазков, С. Хон, А. Огарков, К. Резницкий, И. Резницкий.
В 1994—1995 гг. — президент Сахалинской областной федерации спортивной борьбы. В 1995 г. уехал в Германию в город Мангейм: работал воспитателем в спортивном интернате, тренером на общественных началах в спортивном клубе.

## Награды и звания
Заслуженный тренер России.

## Биография
- http://sport-strana.ru/bahman-aleksandr-jemmanuilovich/
- https://sakhalin.info/news/128131
- https://citysakh.ru/news/57372